# Wicca de la Odisea
La Wicca de la Odisea es un tradición Wicca creada en Toronto, Ontario, Canadá a finales de 1970. Sus principales fundadores fueron Tamarra y Richard James. La mayor parte de quienes la practican hoy en día viven en Ontario, pero también tiene miembros en los Estados Unidos. La tradición se diferencia de otras tradiciones iniciáticas Wicca en su énfasis en la preparación de sus miembros para el sacerdocio público.
La tradición Odyssean está fuertemente conectada con la Iglesia Wiccana de Canadá, una Iglesia pública Wicca también fundada por los James.

## Templos y conventículos
Hay actualmente dos templos en Canadá, uno en Toronto y otro en Hamilton. Dentro de los Estados Unidos, hay un lugar de culto en Connecticut, el  Templo del Panteón (The Panthean Temple).